# Cymodoce bipapilla
Cymodoce bipapilla är en kräftdjursart som beskrevs av Harrison och David Malcolm Holdich 1984. Cymodoce bipapilla ingår i släktet Cymodoce och familjen klotkräftor. Inga underarter finns listade i Catalogue of Life.